# Rundbold

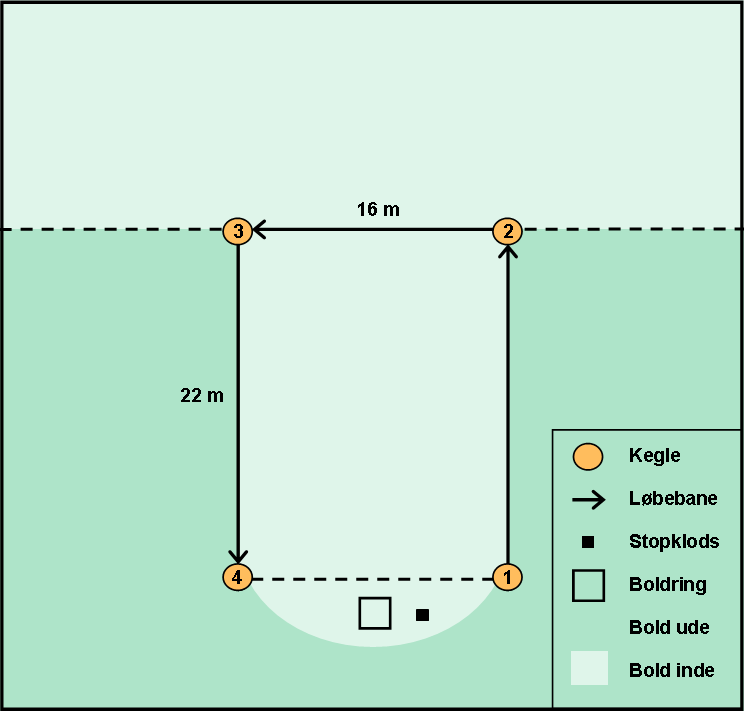
Rundbildspielfeld

Rundbold ist eine Ballsportart (Schlagballspiel) aus Dänemark, ähnlich dem deutschen Brennball.
In Rundbold steht Bold für Ball, die erste Namenshälfte für die zu laufende Strecke. Rundbold hat ein quadratisches Feld von 20 Metern Seitenlänge mit 4 Malen an den Ecken, die umrundet werden müssen. Es liegt ein Regelwerk aus den 1940er Jahren vor, in dem in den §§ 2 bis 7 (von insgesamt 9) auf die entsprechenden Regeln von Langbold verwiesen wird. Insofern sind die Regeln bis auf drei Abschnitte gleich.

## Weblink
- Regeln für Rundbold (dänisch)